# ماكسيم ماكسيموف
ماكسيم ماكسيموف, دبلوماسي روسي, وسفير مفوض فوق العادة لدى جمهورية العراق منذ عام 2016 حتى 8 أبريل 2021

## التعليم
تخرج عام 1994 من معهد بلدان آسيا وافريقيا التابع لجامعة موسكو الحكومية
يحمل الرتبة الديبلوماسية «مستشار الدرجة الأولى»
ويجيد اللغتين العربية والانجليزية.

## المسيرة المهنية
- منذ عام 1994 عمل في الخدمة الديبلوماسية
- عمل في سفارة روسيا الاتحادية في جمهورية السودان 1994 – 1999
- عمل في سفارة روسيا الاتحادية في دولة قطر 2000 – 2005
- عمل في سفارة روسيا الاتحادية في جمهورية مصر العربية 2007 – 2011
- عمل كالوزير المفوض في سفارة روسيا الاتحادية في ليبيا 2011 – 2012
- مدير قسم إدارة الشرق الأوسط وشمال إفريقيا في وزارة خارجية روسيا الاتحادية 2012[2]
- سفير مفوض فوق العادة لدى جمهورية العراق

## روابط خارجية
- السفارة الروسية في العراق
- وزارة الخارجية الروسية